# 林淼鑫
林淼鑫（1955年—），男，湖南岳阳人，中华人民共和国军事人物，中国人民解放军少将，曾任青海省军区政治委员、陕西省军区政治委员。